# Boeing Crew Flight Test
Boeing Crew Flight Test (Boe-CFT) foi a primeira missão tripulada da Starliner para a Estação Espacial Internacional e o terceiro voo experimental dessa nave após dois voos não tripulados, OFT-1 e OFT-2. Apesar do lançamento ter sido programado para o fim de 2021, um adiamento para 2022 foi considerado possível, foi previsto para abril de 2023, julho de 2023, mas em junho foi adiado para uma data desconhecida. Então, foi marcado para abril de 2024, mas posteriormente adiado para maio. Por fim, foi lançado no dia 5 de junho de 2024. Voou uma equipe com dois astronautas da NASA que ficariam na ISS por 8 dias, mas devido a problemas, tiveram sua permanência estendida.

## Cápsula
"Depois de remover e checar vários sistemas e equipamentos de vôo, a Boeing está preparando para remontar o veículo para vôo", divulgou a NASA em relação ao módulo da tripulação da missão CFT. "Em breve, a montagem do interior do módulo começará, em conjunto com a colocação dos paraquedas e airbags antes da instalação". O sistema de atracamento da cápsula está sendo modificado para acomodar a nova cobertura de reentrada, que será testada no vôo OFT-2.

## Tripulação
Por motivos médicos, Eric Boe, inicialmente planejado para ser o piloto da missão, foi substituído por Michael Fincke em 22 de janeiro de 2019. Chris Ferguson, astronauta da Boeing, foi originalmente designado para ser o comandante da missão, mas foi substituído em 7 de outubro de 2020 por Barry Wilmore, da NASA. Ferguson citou razões familiares para a substituição. Nicole Mann fazia parte da equipe, mas foi colocada na SpaceX Crew-5.
No dia 18 de abril de 2022 a NASA anunciou que não havia decidido que astronautas voariam. No dia 16 de junho de 2022, foi anunciado os dois tripulantes:
| Posição    | Membro          | Nave de retorno | Tempo no espaço  |
| ---------- | --------------- | --------------- | ---------------- |
| Comandante | Barry Wilmore   | SpaceX Crew-9   | 286d 07h 04m 52s |
| Piloto     | Sunita Williams | SpaceX Crew-9   | 286d 07h 04m 52s |

Michael Fincke foi mantido como suplente. Williams foi a primeira mulher a participar de um voo espacial tripulado inaugural.

## Missão
A terceira variante do foguete Atlas V N22 lançou o Starliner com uma tripulação de dois astronautas. O veículo irá acoplar na Estação Espacial Internacional e retornará à Terra com paraquedas num pouso no solo dentro dos Estados Unidos. As equipes da Boeing continuam trabalhando no módulo da OFT-1 para a primeira missão tripulada. Originalmente, a missão iria durar cerca de duas semanas, mas foi especulado por um tempo que, devido a atrasos no Programa de Tripulações Comerciais, que a Boe-CFT poderia ser estendida como um voo de rotação de equipe. Em abril de 2021, a NASA anunciou que a missão foi estendida dessa forma. Será a primeira vez em que uma missão tripulada será lançada num Atlas V. Com a descoberta de problemas no paraquedas e o risco de incêndio, em julho de 2023 a missão foi adiada para uma data indeterminada. Então, esperava-se que seja lançada em junho de 2024, sendo por fim lançado no dia 5 de junho.
Devido a diversos problemas com os propulsores, a NASA decidiu que a Starliner voltaria sem tripulação, com os astronautas retornando com a SpaceX Crew-9 em fevereiro de 2025. Com isso, os tripulantes passam a serem membros da Expedição 71/72. A Starliner pousou no dia 7 de setembro de 2024.